# Čejtice
Čejtice (německy Tschejtitz) jsou malá vesnice, část obce Horka II v okrese Kutná Hora. Leží v katastrálním území Horka nad Sázavou o výměře 9,48 km².

## Historie
První písemná zmínka o Čejticích pochází z roku 1305, kdy jeden poplužní dvůr ve vsi byl součástí křivsoudovského panství, které tehdy Reiner z Florencie prodal sedleckému opatovi Heidenrichovi.

## Fotogalerie

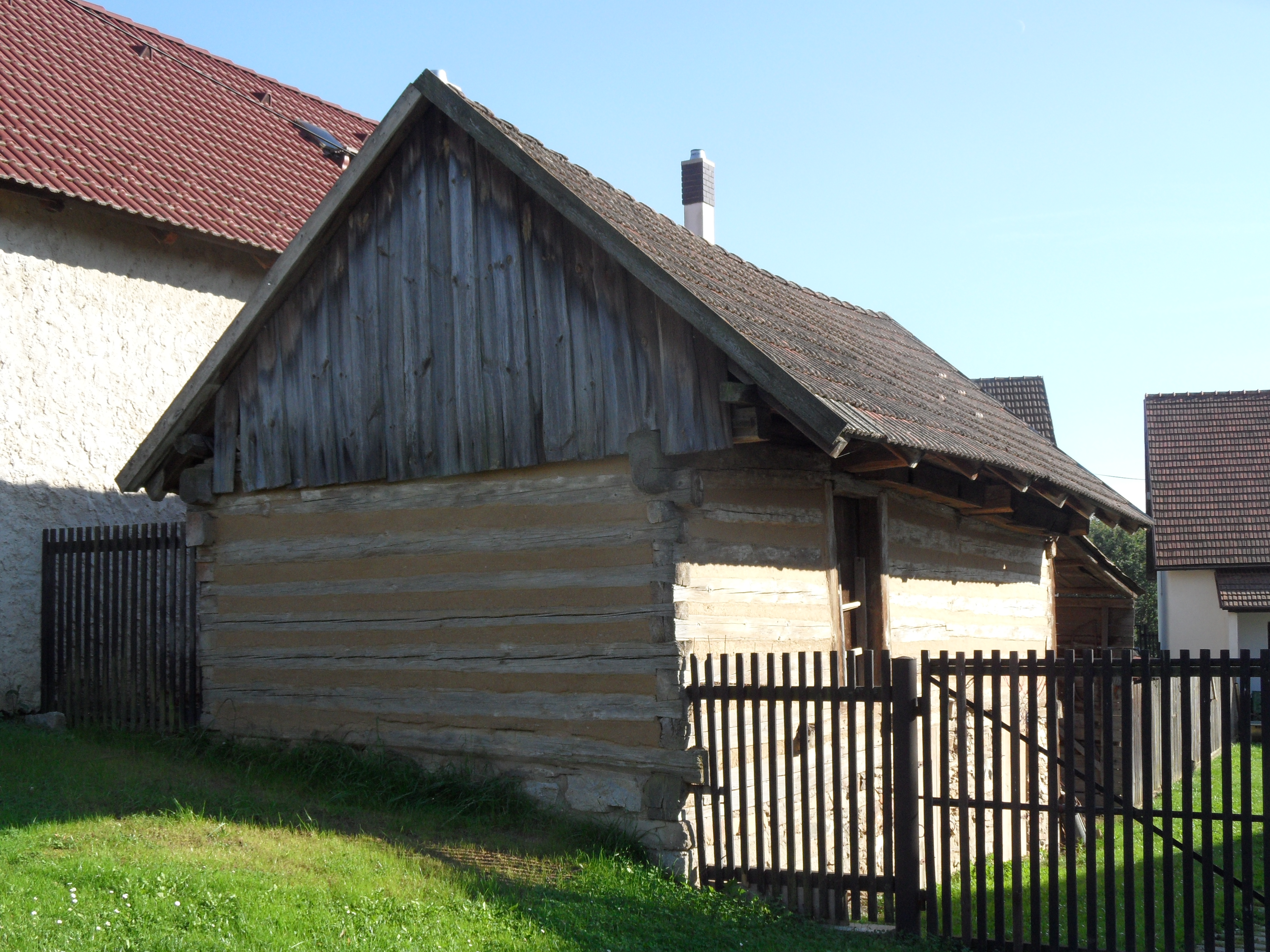
Staré stavení
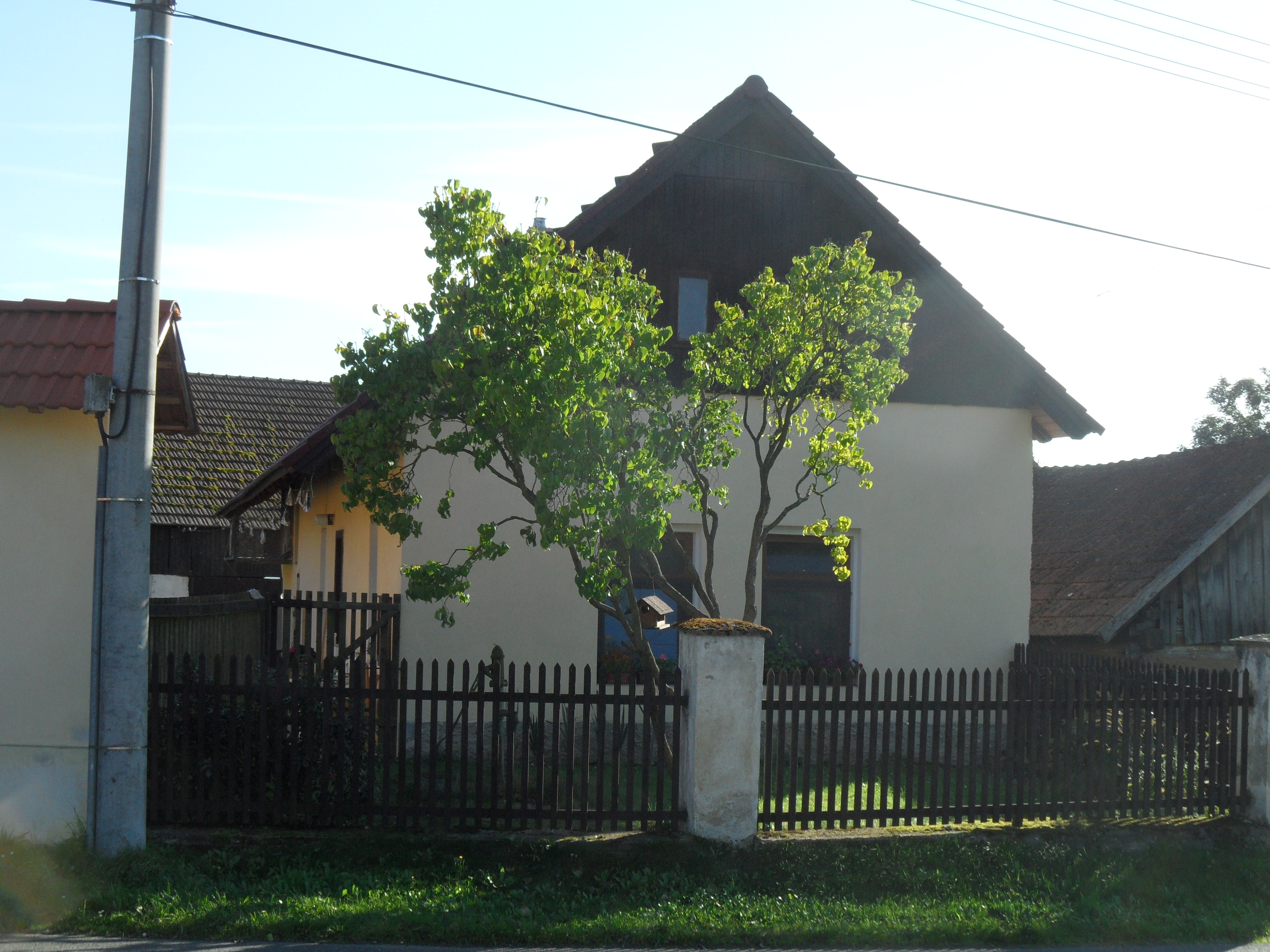
Dům za stromkem
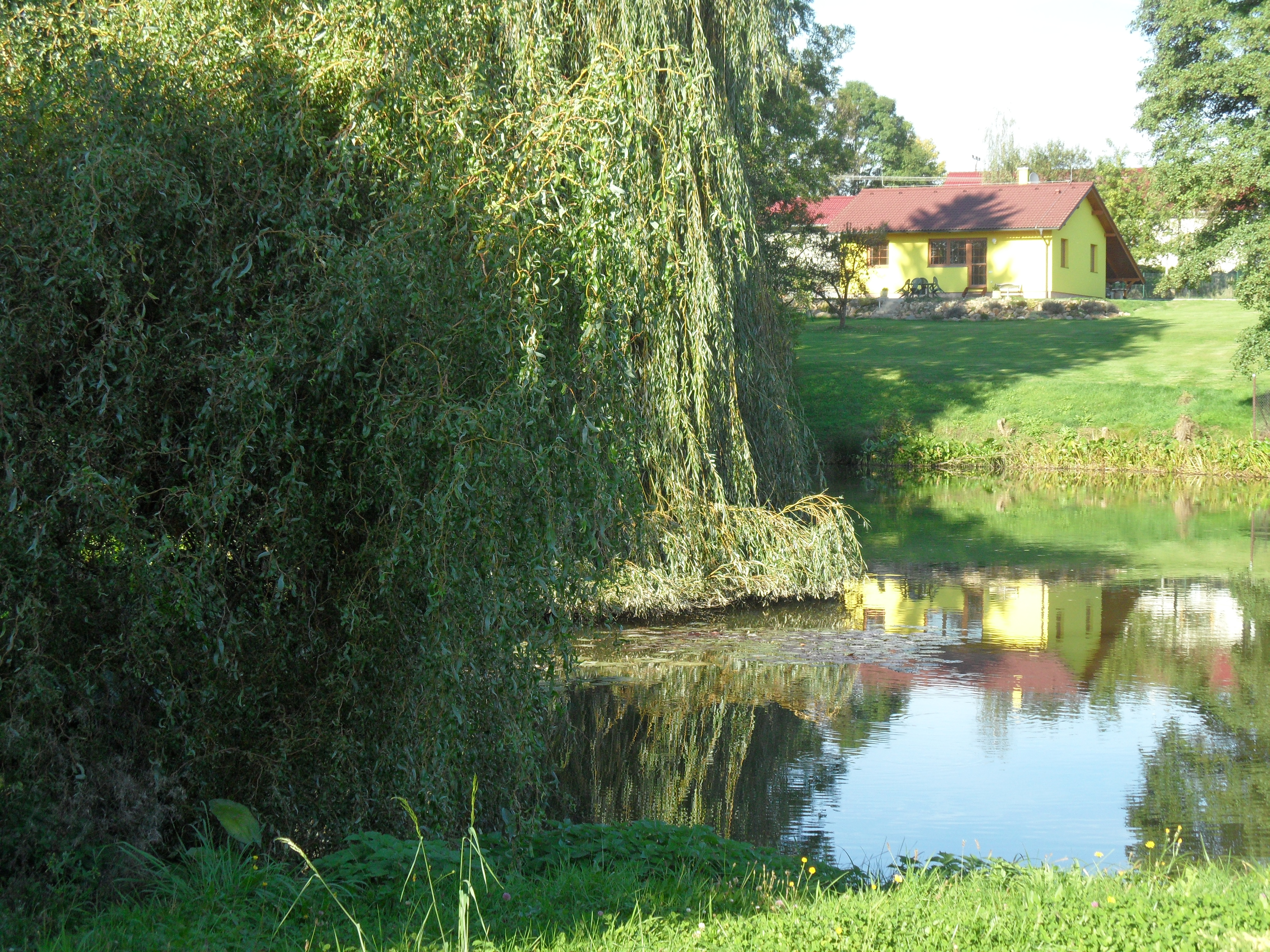
Rybníček v obci
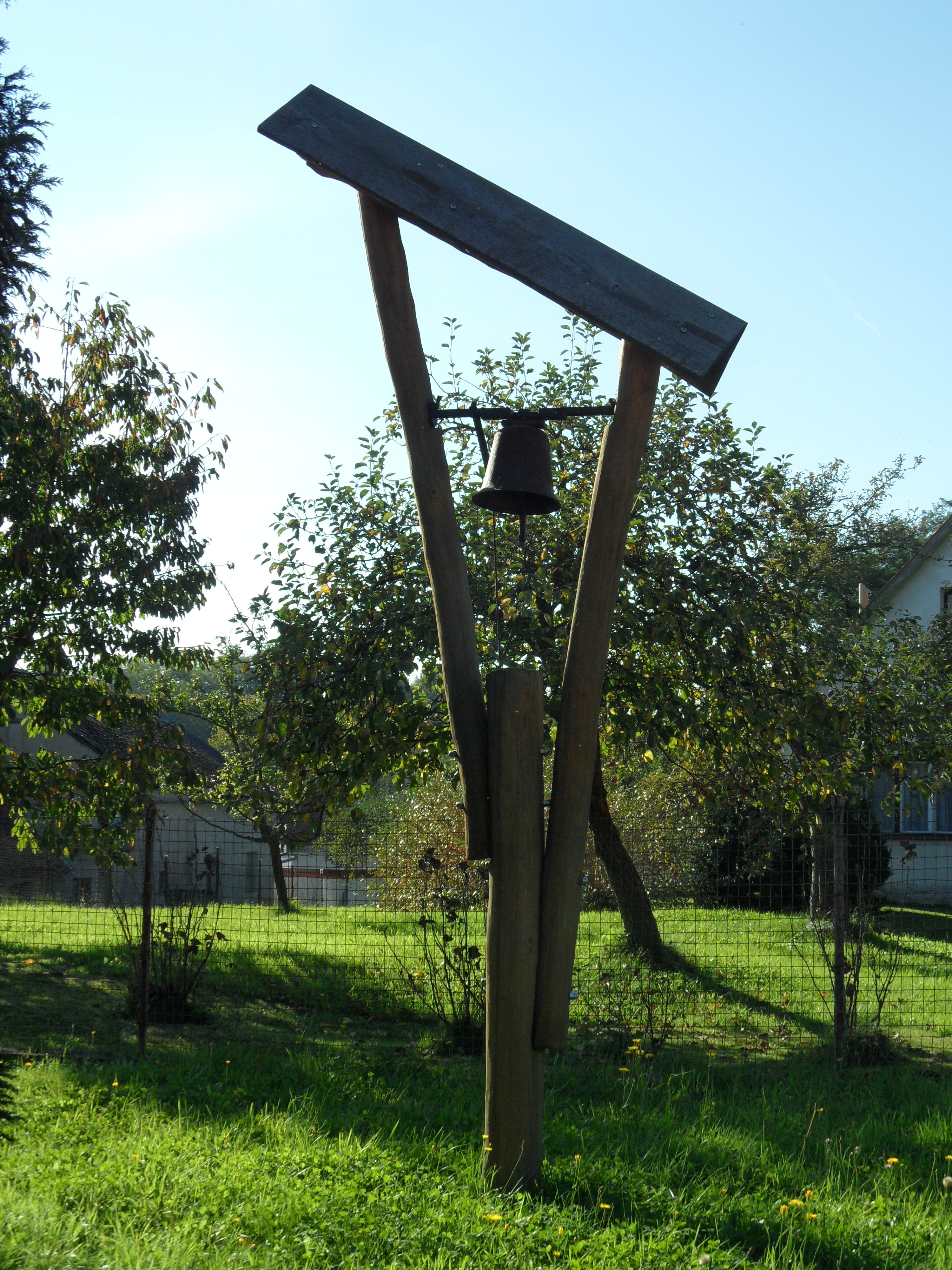
Zvonička